# 13 (película de 2022)
13, también conocido como 13: The Musical, es una película de comedia dramática y musical estadounidense de 2022 dirigida por Tamra Davis, basado en el musical de 2007 del mismo nombre de Robert Horn, Jason Robert Brown y Dan Elish. La película es protagonizada Eli Golden, Gabriella Uhl, Frankie McNellis, JD McCrary, Lindsey Blackwell, Jonathan Lengel, Ramon Reed, Nolen Dubuc, Luke Islam, Liam Wignall, Shechinah Mpumlwana, Khiyla Anne, Kayleigh Cerezo y Willow Moss, con Debra Messing, Josh Peck, Peter Hermann y Rhea Perlman. 
La adaptación cinematográfica de 13: The Musical se anunció oficialmente en septiembre de 2019, con Davis contratada como directora, y se confirmó que Horn adaptaría su libro y el de Elish como guion. Ese mismo mes, también se confirmó que Brown regresaría para escribir nuevas canciones para la película, y se contrató a Christopher Lennertz para componer la banda sonora incidental de la película. El elenco se completó entre octubre de 2020 y abril de 2021. La fotografía principal tuvo lugar entre junio y agosto de 2021.
13: el musical se estrenó en el Paris Theatre de la ciudad de Nueva York el 8 de agosto de 2022 y se estrenó a través de Netflix el 12 de agosto.

## Reparto
- Eli Golden como Evan
- Gabriella Uhl como Patrice
- JD McCrary como Brett
- Lindsey Blackwell como Kendra
- Frankie McNellis como Lucy
- Jonathan Lengel como Archie
- Ramón Reed como Eddie
- Nolan Dubuc como Malcolm
- Lucas Islam como Carlos
- Shechinah Mpumlwana como Cassie
- Khiyla Aynne como Charlotte
- Musgo de sauce como Zee
- Kayleigh Cerezo como Molly
- Liam Wignall como KC
- Peter Hermann como Joel
- Josh Peck como el rabino
- Rhea Perlman como Ruth
- Debra Messing como Jessica

## Producción

### Desarrollo
El 12 de agosto de 2014, CBS Films adquirió los derechos para adaptar 13, con Bert V. Royal escribiendo el guion y Laurence Mark, Bob Boyett y David Blackman produciendo la película. El 20 de septiembre de 2019, Netflix y el productor Neil Meron adquirieron la película, con Tamra Davis contratada para dirigir y Robert Horn reemplazando a Royal en la escritura del guion. El 29 de abril de 2021, se anunció que Davis iba a producir la película junto a Horn, Boyet, Mark Nicholson y Jason Robert Brown. El primer tráiler fue lanzado el 13 de julio de 2022.

### Casting
El 28 de octubre de 2020, Meron emitió una convocatoria de casting abierta para los papeles. El 29 de abril de 2021, se reveló que Eli Golden, Gabriella Uhl, JD McCrary, Frankie McNellis, Lindsey Blackwell, Jonathan Lengel, Ramon Reed, Nolen Dubuc, Luke Islam, Shechinah Mpumlwana, Kayleigh Cerezo, Wyatt Moss, Liam Wignall y Khiyla Aynne fueron elegidos para la película. El 24 de mayo de 2021, Debra Messing se unió al reparto. El 11 de junio de 2021, se anunció que Rhea Perlman, Josh Peck y Peter Hermann formarían parte del filme.

### Rodaje
El rodaje estaba programada para comenzar en Toronto en junio de 2021. El rodaje también se llevó a cabo en la ciudad de Nueva York y Brampton, terminando las grabaciones el 6 de agosto de 2021.

## Música
El 20 de septiembre de 2019, Brown fue contratado para componer la música del filme. Además de hacer adaptaciones del musical, Brown compuso 3 nuevas canciones para 13. El soundtrack fue lanzado el 12 de agosto de 2022.